# Iwan Szmalgauzen
Iwan Iwanowicz Szmalgauzen, Iwan Schmalhausen (ros. Иван Иванович Шмальгаузен, ur. 11 kwietnia?/23 kwietnia 1884 w Kijowie, zm. 7 października 1963 w Moskwie) – rosyjski biolog, zoolog, ewolucjonista. Uczeń Nikołaja Siewiercowa, uważany za współtwórcę syntetycznej teorii ewolucji. Syn botanika Iwana Szmalgauzena (1847–1894).